# Rapace

Alcuni esempi di uccelli da preda. In senso orario: gufo reale europeo (Bubo bubo), avvoltoio reale (Sarcoramphus papa), falco pellegrino (Falco peregrinus), gipeto (Gypaetus barbatus) e aquila reale asiatica (Aquila chrysaetos daphanea)

Un rapace è un tipo di uccello predatore che caccia e si nutre di altri animali. Le caratteristiche principali dei rapaci sono rappresentate dal fatto che cacciano utilizzando il becco e gli artigli e dal fatto di avere un potente senso della vista.
Molte specie di uccelli possono essere considerati in parte o esclusivamente predatori, tuttavia in ornitologia il termine rapace si applica solo agli uccelli degli ordini Accipitriformes, Falconiformes e Strigiformes.

## Etimologia
Il termine rapace è un aggettivo, dal latino rapax, rapacis, derivato di rapĕre, che vuol dire "rapire", "sottrarre con avidità" o "prendere con la forza".

## Descrizione
La caratteristica che differenzia i rapaci dagli altri uccelli predatori è una vista molto sviluppata, che usano per trovare cibo e prede, oltre ai potenti artigli degli arti inferiori che usano come mezzo di cattura e un becco ricurvo che adoperano per strappare le carni. La maggior parte dei rapaci ha anche curvi artigli molto forti che servono anch'essi sia per la cattura che per l'uccisione delle prede.
Secondo tale distinzione, quindi, sono esclusi dalla categoria dei rapaci uccelli predatori come la cicogna e il gabbiano, che tuttavia possono cibarsi di pesci molto grandi e possono uccidere o agguantare tali prede con il becco e gli artigli. Allo stesso modo vanno esclusi uccelli come il pinguino e il dacelo.

## Biologia
I rapaci generalmente si nutrono di vertebrati di dimensioni abbastanza grandi rispetto a quelle del rapace stesso. Molti rapaci come avvoltoi e condor si nutrono soprattutto di carogne.
Il tipo di preda dipende dalle dimensioni e dalle caratteristiche del rapace. Ad esempio, gli accipitridi, avendo dimensioni notevoli e forza negli artigli, preferiscono prede quali topi e altri roditori fino ad arrivare anche a camosci, nel caso dell'aquila reale. I falconidi, avendo generalmente dimensioni più ridotte e più agilità nel volo, cacciano prede di minori dimensioni, ma riescono a catturare le prede anche in volo. Ad esempio, il falco pellegrino (Falco peregrinus) si nutre quasi esclusivamente di altri uccelli cacciati in volo, uccidendo la preda grazie soprattutto all'impatto. Alcune specie, come il falco della regina (Falco eleonorae), al di fuori del periodo riproduttivo hanno una dieta prevalentemente insettivora; dopo la schiusa delle uova e sino allo svezzamento dei nidiacei, gli adulti cambiano completamente abitudini alimentari e si cibano quasi esclusivamente di altri uccelli, in particolare dei piccoli passeriformi migratori.
Altre interessanti caratteristiche di questi uccelli sono buone capacità uditive (soprattutto nei rapaci notturni) e grande abilità e grande velocità nel volo.

## Classificazione

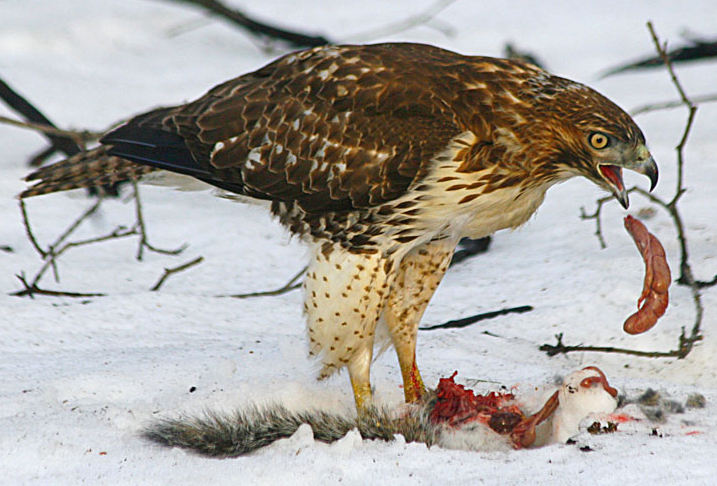
Una poiana della Giamaica (Buteo jamaicensis) con la sua preda

I rapaci diurni (ordini Accipitriformes e Falconiformes) sono formalmente classificati in cinque famiglie:
- Accipitridae (255 specie)
- Cathartidae (7 spp.)
- Pandionidae (2 spp.)
- Sagittariidae (1 sp.)
- Falconidae (67 spp.)

I rapaci notturni (ordine Strigiformes) sono classificati in due famiglie:
- Strigidae (221 spp.)
- Tytonidae (19 spp.)

## Nomi comuni

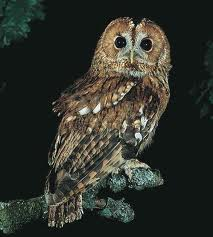
Allocco (Strix aluco)

Molti sono i nomi comuni che indicano vari uccelli rapaci (come la stessa parola rapace è un nome comune) e questi sono basati sulla struttura o sulla tradizione, in tal caso senza rispecchiare obbligatoriamente le relazioni evolutive tra i gruppi.
- L'aquila tende ad essere piuttosto grande con ali molto lunghe e larghe;
- Il nibbio ha ali lunghe e zampe relativamente deboli. Questo animale trascorre molto tempo in volo e si nutre anche di insetti e carogne.
- Il falco ha delle dimensioni medie. La sua caccia è repentina e furtiva. Di solito ha una coda piuttosto lunga e delle ali appuntite.
- La poiana ha dimensioni medio-grandi con ali grandi.
- L'albanella è un uccello grande con coda lunga e sottile che volteggia solitamente a bassa quota nei paraggi di paludi, praterie e campi coltivati.
- L'avvoltoio è un animale necrofago con diverse caratteristiche a seconda della distribuzione geografica: Accipitridae nel Vecchio Mondo e Cathartidae nel Nuovo Mondo. In entrambi i casi gli avvoltoi hanno una testa parzialmente o completamente priva di piume.
- Il gufo è un rapace notturno. Al pari dell'allocco, della civetta, del barbagianni e dell'assiolo,  vola in silenzio grazie alla particolare struttura delle penne, che riduce la turbolenza. Ha un udito particolarmente acuto.

## Contatti con l'uomo

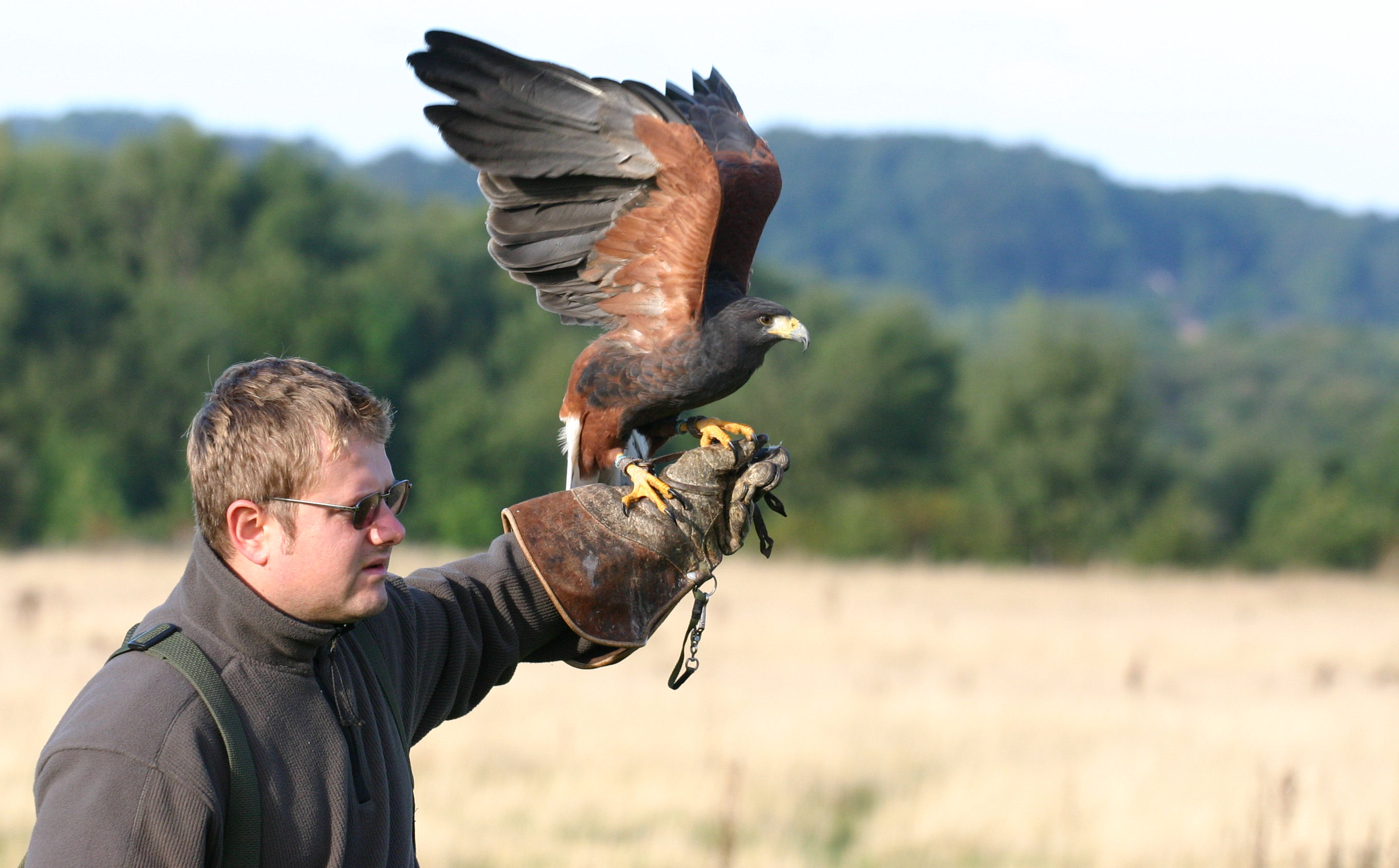
Falconiere con poiana di Harris

Alcuni rapaci trovano largo impiego nella falconeria. In passato, ma ancora oggi (anche se di rado) i rapaci vengono utilizzati nella caccia. La falconeria ha rischiato di non essere più praticata perché andare nei boschi per cacciare oggi è un'attività più desueta. Essa però si è salvata grazie ai piccioni presenti negli aeroporti, che disturbano le zone. Non esistono metodi per far allontanare i piccioni dagli aeroporti se non quello di usufruire di rapaci addestrati. Infatti, un aereo in decollo, o anche in atterraggio, potrebbe risucchiare nelle turbine i piccioni (fenomeno detto bird strike), causando seri problemi all'aeromobile e mettendo a rischio la vita dei passeggeri.
Molte specie vengono addestrate e allevate per la falconeria, ma le principali specie utilizzate in questo settore sono:
- A basso volo: astore, sparviero, poiana di Harris, e aquila reale;
- Ad alto volo: girfalco, falco sacro, lanario, falco pellegrino, gheppio, smeriglio, e ibridi.

La poiana codarossa e il gufo reale vengono usati con successo in entrambe le tipologie di caccia.